# Escollo

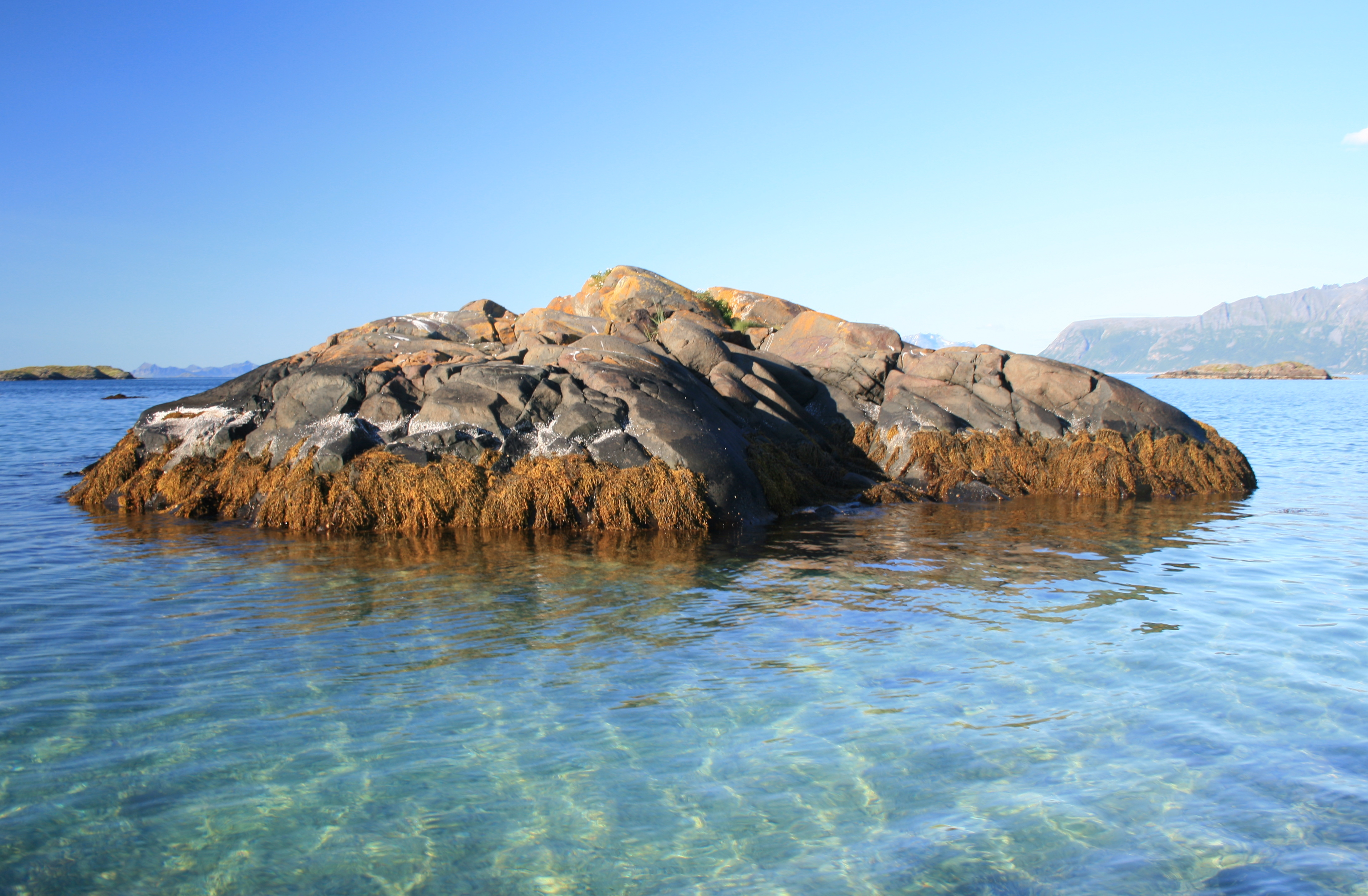
Escollo en aguas someras, ubicado a las afueras de Krøttøy en Nord-Norge, Noruega

En la navegación marítima, un escollo es un tipo de islote rocoso, a flor de agua o un arrecife. El uso del término «escollo» se refiere a obstáculos o peligros para la navegación. Normalmente se considera que es demasiado pequeño para que alguien lo habite. Puede simplemente ser un arrecife rocoso. Un escollo puede también recibir el nombre de stacks marinos bajos.
En los mares septentrionales de Europa son abundantes, recibiendo nombres que derivan del nórdico antiguo sker, que significa una roca en el mar. Este término pasó al inglés, formando skerry, a través de la palabra escocesa que se escribe skerrie o skerry. En las lenguas nórdicas se dice: sker en islandés y en feroés, skær en danés, skär en sueco, skjær o skjer en noruego, Schäre en alemán y kari en finés y estonio. En gaélico escocés, aparece como sgeir, como en Sula Sgeir, en irlandés como sceir, y en manés como skeyr. La palabra italiana, scoglio, se parece a la castellana.
Los escollos se forman normalmente en la desembocadura de los fiordos, donde valles formados glaciarmente en ángulos rectos con la costa se unen con otros valles transversales en una disposición compleja. En algunos lugares cerca de los márgenes del mar de áreas con fiordos, los canales llenos trazados por el hielo son tan numerosos y variados en dirección que la costa rocosa está dividida en miles de bloques de islas, algunos grandes y montañosos mientras que otros son meros puntos o reefs rocosos, que suponen una amenaza a la navegación.